# Еллен Рузвелт
Еллен Рузвелт (англ. Ellen Roosevelt; 20 серпня 1868 — 26 вересня 1954) — колишня американська тенісистка.
Перемагала на турнірах Великого шолома в одиночному, парному та змішаному парному розрядах.

## Фінали турнірів Великого шолома

### Одиночний розряд (1 перемога)
| Результат | Рік  | Турнір        | Покриття | Суперниця      | Рахунок  |
| --------- | ---- | ------------- | -------- | -------------- | -------- |
| Перемога  | 1890 | Чемпіонат США | Трава    | Берта Таунсенд | 6–2, 6–2 |

### Парний розряд (1 перемога)
| Результат | Рік  | Турнір        | Покриття | Партнерка     | Суперниці                       | Рахунок  |
| --------- | ---- | ------------- | -------- | ------------- | ------------------------------- | -------- |
| Перемога  | 1890 | Чемпіонат США | Трава    | Ґрейс Рузвелт | Марґарет Баллард Берта Таунсенд | 6–1, 6–2 |

### Мікст (1 перемога)
| Результат | Рік  | Турнір        | Покриття | Партнер        | Суперник і суперниця         | Рахунок        |
| --------- | ---- | ------------- | -------- | -------------- | ---------------------------- | -------------- |
| Перемога  | 1893 | Чемпіонат США | Трава    | Кларенс Гобарт | Етел Бенкстон Роберт Віллсон | 6–4, 4–6, 10–6 |